# Auguste Migette
Auguste Karl Jos Migette né le 18 juin 1802 à Trèves et mort le 30 octobre 1884 à Metz est un peintre et dessinateur français.
Chef de file de l'École de Metz, il fut également décorateur de théâtre et professeur de dessin.

## Biographie

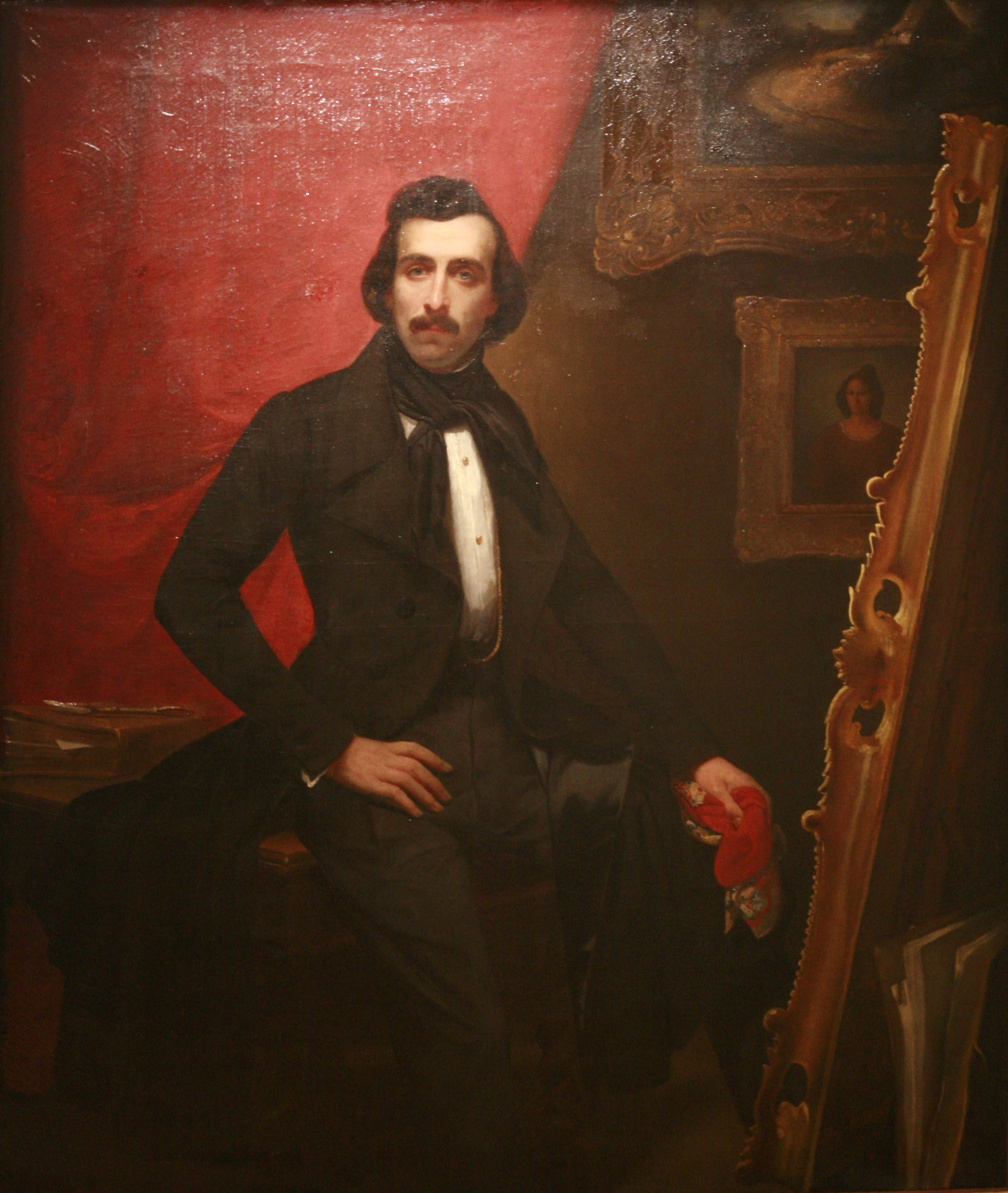
Auguste Hussenot, Portrait d'Auguste Migette, Metz, musée de la Cour d'Or.

Fils de Jean Michel Migette et d’Antoinette de Neufforg, Charles Joseph Auguste Migette voit le jour à Trèves, dans le département français de la Sarre, le 18 juin 1802. Après 1814, sa famille se replie sur Metz. Employé d'abord dans l’administration des fourrages militaires, Auguste Migette s'inscrit dès qu'il le peut à l'école de dessin de Metz en 1818. Il se distingue dans son art en 1825. Il poursuit sa formation à Paris, chez Eugène Cicéri, puis auprès de Louis Hersent. 
En 1831, Migette s'installe définitivement à Metz, où il est nommé peintre-décorateur du théâtre, fonction qu’il exercera jusqu’en 1875. Professeur de dessin au lycée de Metz, il est nommé professeur de dessin de la ville en 1846.
Auguste Migette devient membre titulaire de la Société d'archéologie et d'histoire de la Moselle à partir de 1865.
Charles Joseph Auguste Migette meurt le 30 octobre 1884 à Longeville-lès-Metz.

## Œuvre
Migette est avec Laurent-Charles Maréchal l’un des protagonistes majeurs du mouvement pictural que Charles Baudelaire qualifie d'École de Metz au Salon de 1845. Son œuvre est profondément marquée par sa ville d’adoption. Il lègue à sa mort ses œuvres, dont le catalogue sera rédigé par son ami Adolphe Bellevoye, à la Ville de Metz. Ses collections ont intégré en 1951 le fonds du musée de la Cour d'Or de cette ville.

Œuvres d'Auguste Migette
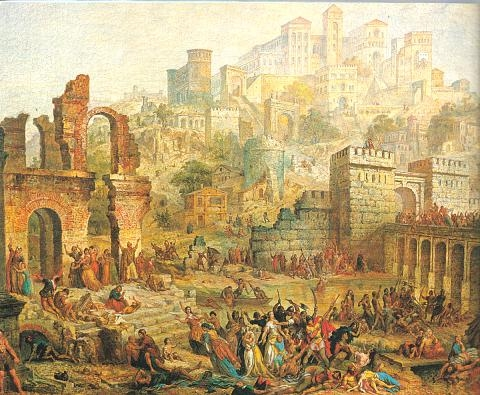
Massacre des Juifs à Metz par les premiers Croisés, huile sur toile, Metz, musée de la Cour d'Or.
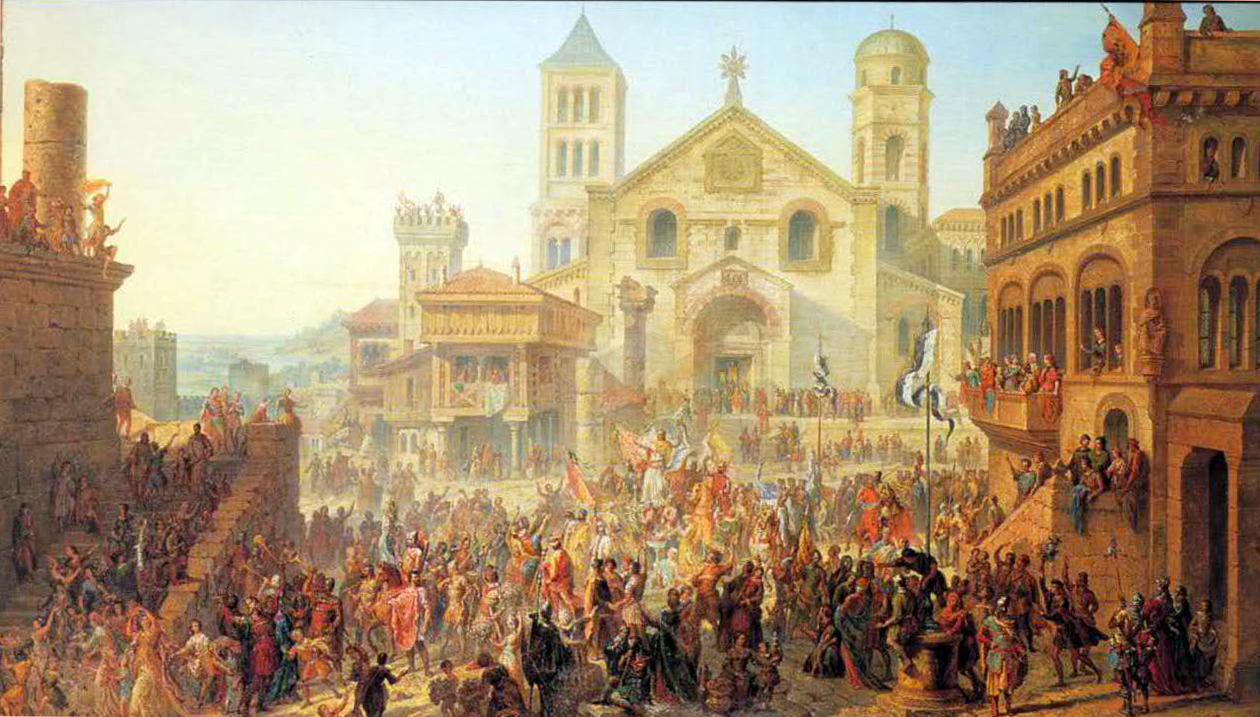
Commencement de la république messine. Élection du premier maître échevin Amolbert en 1055 (1862), huile sur toile, Metz, musée de la Cour d'Or.

## Élèves
- Émile Michel (1828-1909)